# Розшукується за вбивство
Розшукується за вбивство (англ. Wanted for Murder) — американська військова драма режисера Френка Холла Крейна 1918 року.

## У ролях
- Ілейн Гаммерстін — Корінн Френоуд
- Чарльз Рейвен — Дік Рендолл
- Лілліен Холл — Аннетт Френоуд
- місіс Аллен Волкер — місіс Френоуд
- Дербі Холмс — камео
- Бертон Грін — камео
- Ірен Франклін — камео
- Енн Егглстон — місіс Рендолл
- Аллен Адамс
- Джон Де Лейсі